# 默埃里什泰鄉

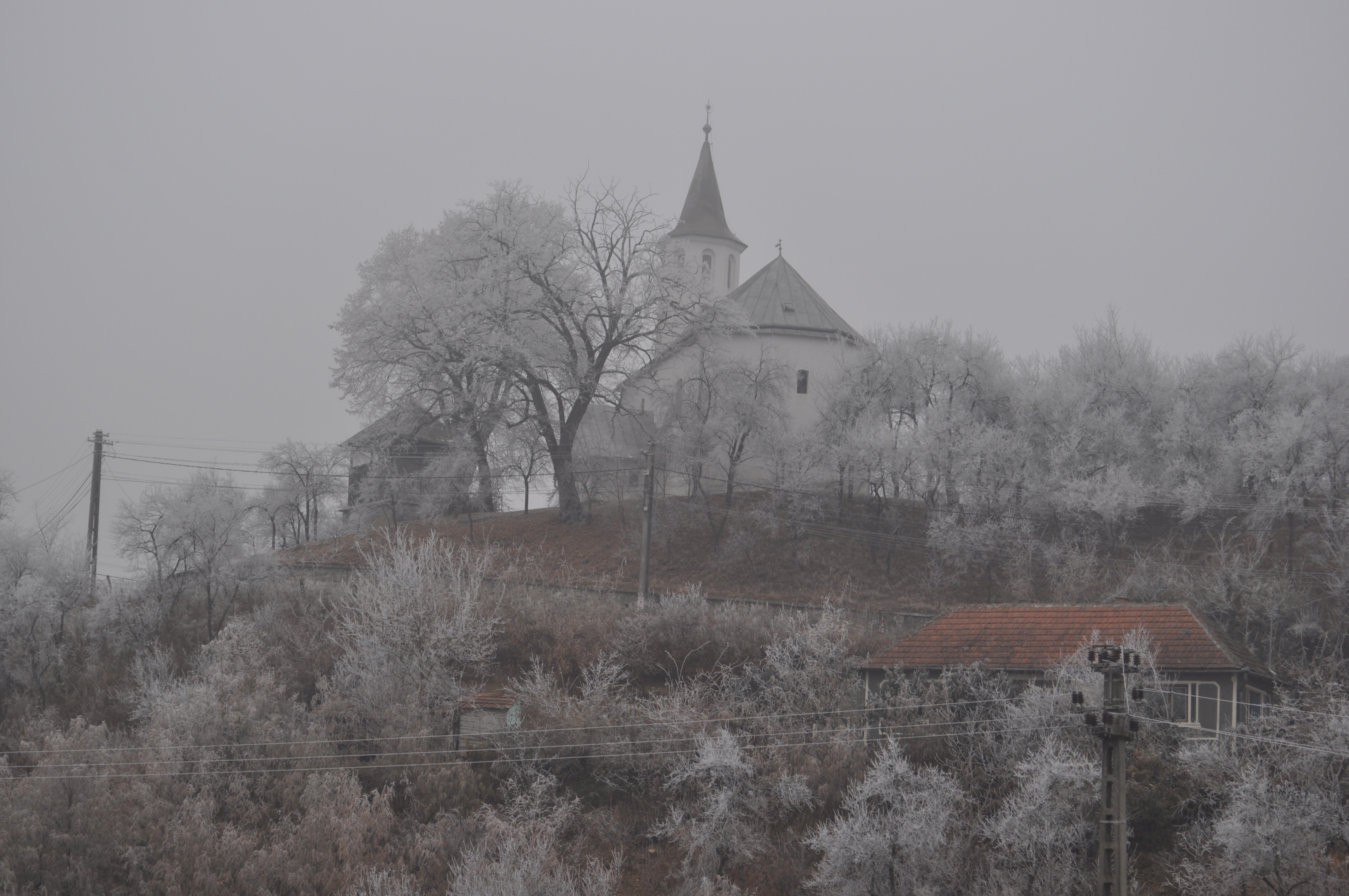

47°19′31″N 22°48′37″E / 47.32528°N 22.81028°E
默埃里什泰鄉（羅馬尼亞語：Comuna Măeriște, Sălaj），是羅馬尼亞的鄉份，位於該國西北部，由瑟拉日縣負責管轄，面積75平方公里，海拔高度195米，2007年人口3,225，人口密度每平方公里43人。